# Charles Gerhardt (Dirigent)
Charles Allan Gerhardt (* 6. Februar 1927 in Detroit, Michigan; † 22. Februar 1999 in Redding, Kalifornien) war ein US-amerikanischer Dirigent, Arrangeur, Toningenieur und Musikproduzent. Bekannt ist er vor allem durch seine Neueinspielungen klassisch-symphonischer Filmmusiken aus Hollywoods „Goldener Ära“ der 1930er und 1940er Jahre.

## Leben

### Jugend und Ausbildung
Charles Gerhardt verbrachte seine Kindheit in Little Rock in Arkansas. Schon früh zeigte sich seine musikalische Begabung: Im Alter von fünf Jahren spielte er bereits Klavier, und mit neun Jahren begann er zu komponieren und zu orchestrieren. Schließlich zog seine Familie nach Illinois, wo er seine Schulausbildung abschloss. Im Zweiten Weltkrieg diente er in der United States Navy bei den Aleuten als Assistent eines Militärseelsorgers. Später war er sein Leben lang Mitglied der Veteranenvereinigung Veterans of Foreign Wars of the United States (VFW). Anschließend studierte Gerhardt Musik und parallel Ingenieurwissenschaften an verschiedenen Hochschulen, darunter am College of William and Mary, an der University of Illinois und der University of Southern California. Außerdem studierte er privat und an der Juilliard School, dem renommierten Konservatorium in New York, Klavier.

### Als Toningenieur bei RCA Victor
Nachdem Gerhardt seine Ausbildung abgeschlossen hatte, arbeitete er zunächst als Verkäufer bei dem Platten-Fachhändler The Record Hunter in New York und dann als Toningenieur. Seine ersten Tonaufnahmen betreute er für Westminister/Sonora. 1950 begann seine langjährige Zusammenarbeit mit RCA Victor, zunächst in New York, später in London. Seine erste Aufgabe bestand darin, ältere 78/min-Schellackaufnahmen von Enrico Caruso und Artur Schnabel für die Veröffentlichung auf der seinerzeit neuen Langspielplatte aufzubereiten. Während der nächsten Jahre betreute er als Toningenieur zahlreiche Aufnahmen einiger der wichtigsten RCA-Künstler, darunter Kirsten Flagstad, Vladimir Horowitz, William Kapell, Wanda Landowska und Zinka Milanov. Er machte aber auch Aufnahmen mit Mario Lanza, Eartha Kitt und Pérez Prado. 1954 arbeitete er mit Leopold Stokowski und dem NBC Symphony Orchestra an einer experimentellen stereofonischen Aufnahme von Gian Carlo Menottis Sebastian und Sergei Prokofjews Romeo und Julia. Für Gerhardts weitere Berufslaufbahn am bedeutendsten war jedoch das Zusammentreffen mit Arturo Toscanini, dessen Aufnahmen er bei RCA betreute und mit dem er während seiner letzten sieben Lebensjahre eng zusammenarbeitete. Toscanini war es auch, der Gerhardt dazu ermunterte, selbst Dirigent zu werden.

### Als Musikproduzent
1955 verließ Gerhardt RCA und begann für die American Westminster Company in London und Wien als Musikproduzent zu arbeiten. Als das Unternehmen 1959 seinen Bankrott erklärte, produzierte Gerhardt kurzzeitig bei Bell Sound Aufnahmen von Pop-Sängern wie Eddie Fisher.
Gerhardts große Chance als Plattenproduzent ergab sich Anfang 1960, als ihm der Leiter der RCA-Klassik-Abteilung, George Marek, anbot, Aufnahmen für RCA und Reader’s Digest in England zu produzieren. Dafür wurde ihm der Toningenieur Kenneth Wilkinson – einer der bedeutendsten Vertreter seines Fachs – zur Seite gegeben. Es war der Beginn einer Partnerschaft, die über 30 Jahre dauern und mehr als 4000 Aufnahmesitzungen umfassen sollte. Das erste große Projekt war ein zwölf Langspielplatten umfassendes Set für Reader’s Digest Recordings mit dem Titel „A Festival of Light Classical Music“. Ausgestattet mit einem Budget in Höhe von 250.000 Dollar hatte Gerhardt dabei freie Hand und konnte Orchester in London, Wien und Paris verpflichten sowie so bedeutende Dirigenten wie Sir Adrian Boult, Massimo Freccia, Sir Alexander Gibson, Josef Leo Gruber oder René Leibowitz. Das Album-Set, das sowohl in einer monofonen, als auch in einer stereofonischen Version in 15 Ländern ausschließlich über den Versand vertrieben wurde, erwies sich als durchschlagender Erfolg. Innerhalb weniger Jahre wurden von diesen Album-Sets mehr als zwei Millionen Exemplare abgesetzt – also insgesamt mehr als 24 Millionen Platten. Diesem Hit folgten während der nächsten Jahre dutzende nach ähnlichem Konzept gestrickte Zusammenstellungen, auch von Stimmungs- und Pop-Musik.
Zu den bedeutenderen Projekten mit klassischer Musik aus dieser Periode gehören das 1961 veröffentlichte Reader's-Digest-Album-Set mit Sinfonien Ludwig van Beethovens, eingespielt vom Royal Philharmonic Orchestra unter der Leitung von René Leibowitz, sowie ein Platten-Set mit Werken von Sergei Rachmaninow für Klavier und Orchester, ebenfalls eingespielt durch das Royal Philharmonic Orchestra unter der Leitung von Jascha Horenstein mit dem Pianisten Earl Wild. Eine Produktion, die Gerhardt selbst am meisten schätzte, war „Treasury of Great Music“, ein weiteres Zwölf-LP-Set für Reader's Digest, das 1964 veröffentlicht wurde. Es enthielt Aufnahmen des Royal Philharmonic Orchestras unter der Leitung von Sir John Barbirolli, Sir Malcolm Sargent, Antal Doráti, Jascha Horenstein, Rudolf Kempe, Josef Krips, Charles Münch, Georges Prêtre und Fritz Reiner.
Viele dieser Reader's-Digest-Aufnahmen wurden später wiederveröffentlicht, manche auch auf CD.

### Dirigententätigkeit
Das erste Mal zum Taktstock – es soll behelfsmäßig ein Bleistift gewesen sein – griff Gerhardt 1961, als ein Dirigent krankheitsbedingt auf die letzte Minute eine Aufnahmesitzung absagen musste und er somit einspringen musste, um das Royal Philharmonic Orchestra während der Aufnahme in der Walthamstow Assembly Hall zu dirigieren. Gerhardt verfügte jedoch über Training im Dirigieren und hatte ein wenig Anleitung durch Jascha Horenstein erfahren.
Da die Projekte für Reader's Digest eine Unmenge von Aufnahmen erforderten, reichte das Royal Philharmonic Orchestra nicht mehr aus und Gerhardt erkannte, dass ein weiteres Orchester samt Dirigenten in London erforderlich war, um den Aufnahmeumfang zu bewältigen. Zusammen mit Sidney Sax stellte er daher einen Klangkörper aus renommierten Londoner Orchestermusikern und freischaffenden Musikern zusammen. Mit diesem Orchester, das ausschließlich für die Plattenaufnahmen zusammentrat (Schallplattenorchester), nahm er im Januar 1964 die Arbeit auf und konzipierte mit ihm innerhalb der nächsten zwölf Jahre mehr als 600 Alben für Reader's Digest. Das Orchester wurde anfangs einfach „RCA Victor Symphony Orchestra“ genannt und erst 1970 als National Philharmonic Orchestra offiziell eingetragen und hatte 25 Jahre lang Bestand.
Gerhardt leitete es für Aufnahmen von klassischer, zeitgenössischer und Film-Musik. Für die unter seiner Leitung 1967 entstandene Aufnahme von Howard Hansons Symphony No. 2 „Romantic“, opus 30, erhielt er viel Lob von dem begeisterten Komponisten. Gerhardt erarbeitete sich ein recht breites Repertoire klassischer Musik, deren Aufführungen er sowohl für Plattenaufnahmen, gelegentlich aber auch im Konzertsaal dirigierte. Zu seinen Klassikaufnahmen zählen Werke von Wolfgang Amadeus Mozart, Richard Strauss, William Walton, Maurice Ravel, Claude Debussy und Richard Wagner.
Gerhardts eigentliche Bedeutung liegt jedoch darin, dass er der klassisch-symphonischen Filmmusik als künstlerisch ernst zu nehmende Musikgattung Anerkennung verschafft und damit gleichzeitig ein breites Publikum weltweit erreicht hat. Er hat wesentlich zur Wiederentdeckung klassischer Hollywood-Kompositionen der 1930er und 1940er Jahre beigetragen und damit dazu, dass schon fast vergessene Komponisten wie Erich Wolfgang Korngold wieder in das Bewusstsein und schließlich auch in die Konzertsäle zurückgekehrt sind. Gerhardt war der erste Dirigent, der Filmmusik genauso behandelte wie klassische Konzertmusik.
Charles Gerhardt, der sich immer schon für Filmmusik interessiert hatte, nahm 1968 seine ersten Film-Score-Platten mit dem Titel Great Music from the Movies auf. Diese enthielten auch eine von Gerhardt arrangierte 17-minütige Suite von Erich Wolfgang Korngolds Musik für den 1942 gedrehten Hollywood-Klassiker Kings Row. Seinerzeit lernte er in London auch den Sohn des Komponisten, George Korngold, kennen, der 1966 als Produzent und Manager zu RCA gekommen war. Beide warben in der Folge engagiert und mit viel Überzeugungsarbeit darum, eine Schallplatte ausschließlich mit Filmmusiken von Korngolds Vater herausbringen zu dürfen. Erst 1972 gab RCA schließlich grünes Licht für einen Sampler, der unter dem Titel The Sea Hawk: The Classic Film Scores of Erich Wolfgang Korngold herausgebracht wurde. Dieses Pilotalbum erwies sich unvermutet als Bestseller und entwickelte sich innerhalb weniger Jahre zu einer der meistverkauften Klassikplatten aller Zeiten.
Daraus resultierte die RCA-Serie Classic Film Scores, in der bis 1983 14 weitere Alben erschienen. Bei allen Einspielungen leitete Gerhardt das National Philharmonic Orchestra, während George Korngold den Part des Produzenten übernahm. Die technische Aufnahmeleitung in der wegen ihrer hervorragenden Akustik ausgewählten Kingsway Hall lag in den Händen von Kenneth Wilkinson. Die Alben der Serie waren zum Teil den Komponisten Max Steiner, Miklós Rózsa, Franz Waxman, Alfred Newman, Dimitri Tiomkin, Bernard Herrmann und später John Williams gewidmet, aber auch der Musik in Filmen von Bette Davis, Humphrey Bogart und Errol Flynn.
Die gesamte Serie bestach nicht nur durch ihre technische Ausführung, sondern vor allem auch durch Gerhardts sehr sorgfältige Arrangements und Interpretation der Filmmusiken. Wo sie fehlten, erarbeitete er selbst Suiten. Dazu traf er sich mit den Komponisten und diskutierte mit ihnen, wie die Arrangements aussehen sollten, um ihren Intentionen gerecht zu werden. Viele dieser Suiten sind seither für Konzertaufführungen in Gebrauch geblieben. Nicht nur die erste Platte, sondern auch die meisten Nachfolger erhielten vorzügliche Kritiken.
Folgende Schallplatten entstanden in der Reihe The Classic Film Scores:
- The Sea Hawk: The Classic Film Scores of Erich Wolfgang Korngold, 1972
- Now Voyager: The Classic Film Scores of Max Steiner, 1973
- Classic Film Scores for Bette Davis, 1973
- Captain from Castile: The Classic Film Scores of Alfred Newman, 1973
- Elizabeth and Essex: The Classic Film Scores of Erich Wolfgang Korngold, 1973
- Casablanca: Classic Film Scores for Humphrey Bogart, 1974
- Gone with the Wind, 1974 – enthält alle wichtigen Musikelemente des Max-Steiner-Soundtracks zu Vom Winde verweht (1939)
- Citizen Kane: The Classic Film Scores of Bernard Herrmann, 1974
- Sunset Boulevard: The Classic Film Scores of Franz Waxman, 1974
- Spellbound: The Classic Film Scores of Miklós Rózsa, 1975
- Captain Blood: Classic Film Scores for Errol Flynn, 1975
- Lost Horizon: The Classic Film Scores of Dimitri Tiomkin, 1976
- Star Wars and Close Encounters of the Third Kind, 1978
- The Spectacular World of Classic Film Scores, 1978
- Star Wars: Return of the Jedi, 1983

Mit der Reihe Classic Film Scores verhalfen Gerhardt, Wilkinson und Korngold dem vernachlässigten Genre Filmmusik zu bis dahin unbekannter Popularität und Anerkennung. „Die RCA-Serie hat bewiesen, daß symphonische Filmmusik in ihren besten Beispielen, vom Zelluloid gelöst, zu einem selbständigen, vollgültigen Eigenleben auf Schallplatte (und damit auch im Konzertsaal) fähig ist – allein musikalischen Gesetzen und künstlerischen Maßstäben gehorchend“, wie Olaf Kiener 1988 schrieb. Zudem brachte der Verkaufserfolg der RCA-Serie umgehend eine ganze Industrie ins Rollen, da auch andere Plattenfirmen die Marktlücke erkannten und mit eigenen Filmmusik-Veröffentlichungen besetzen wollten.
Filmhistorisch noch wichtiger ist jedoch die Tatsache, dass die RCA-Filmmusik-Platten einen ungeheuren Einfluss auf junge Filmregisseure wie Steven Spielberg, George Lucas oder Nicholas Meyer hatten. Sie erkannten die Bedeutung großorchestraler Filmpartituren als wesentliche Erfolgsdeterminanten ihrer Fantasy- und Science-Fiction-Filme. John Williams entwickelte sich zum gefragten Komponisten für derartige Filmprojekte und sorgte seinerseits für eine Neubelebung der symphonischen Filmmusik der alten Hollywood-Schule. Nicht zuletzt Krieg der Sterne verdankte viel dem Vorbild Korngolds und den Aufnahmen Gerhardts. Nicht überraschend, dass es Gerhardt war, der dann wiederum die ersten Plattenaufnahmen von Williams‘ Musik zu Science-Fiction-Filmen machte. Diese gehören allerdings zu seinen schwächeren Einspielungen.
Ab Mitte der 1980er Jahre begann RCA (später BMG) damit, die Reihe auf CD wiederzuveröffentlichen. Als 1989 The Sea Hawk in einer von Gerhardt selbst neu geschnittenen und dabei um gut 20 Minuten erweiterten sowie digital überarbeiteten CD-Fassung erschien, erhielt sie hervorragende Kritiken und erwies sich auch als Verkaufsschlager. Trotzdem entschied sich RCA/BMG dann dafür, ohne Gerhardts Beteiligung alle weiteren Wiederveröffentlichungen in der jeweiligen LP-Original-Länge zu belassen, diese jedoch in Dolby Surround abzumischen. Vor allem letzterer Umstand hat viel Kritik hervorgerufen, da dieses Tonverfahren die Originalaufnahmen stark veränderte und der Klang letztlich nicht so gut ausfiel, wie es möglich gewesen wäre.
Weitere bedeutende Filmmusik-Aufnahmen von Charles Gerhardt waren die vollständige Einspielung von Erich Wolfgang Korngolds berühmtem Score zu Kings Row (1979) sowie eine Zusammenstellung von Filmkompositionen Lee Holdridges (1985). Die RCA-Platte Gone with the Wind (1974), Kings Row (1979) und Star Wars: Return of the Jedi (1983) wiesen zudem in die Richtung der künftigen Entwicklung von Filmmusik-Aufnahmen: Nicht mehr nur „häppchenweise“ Auszüge aus der Gesamtpartitur zusammenzustellen, sondern möglichst die gesamte Komposition darzubieten.
Einen weiteren großen Erfolg als Dirigent hatte Gerhardt mit dem RCA-Album Annie's Song. Die Aufnahme mit dem National Philharmonic Orchestra und dem Flötisten James Galway schaffte es 1978 bis auf Platz 3 der britischen Charts. In Zusammenarbeit mit Sir James Galway entstanden auch die Alben Man With The Golden Flute (1982) und The Magic Flute (1992), für die Gerhardt ebenfalls das National Philharmonic Orchestra dirigierte. Außerdem betätigte er sich als Arrangeur und Dirigent für Plattenaufnahmen von Leontyne Price, Robert White und Julian Lloyd Webber.

### Ruhestand
Auch nachdem er sich 1986 von RCA zurückgezogen hatte, blieb Gerhardt noch bis 1997 als freischaffender Musikproduzent tätig. Er trat jedoch nicht mehr öffentlich als Dirigent auf und lehnte alle diesbezüglichen Anfragen ab.
Im Jahr 1991 zog er ins kalifornische Redding, wo er seine letzten Lebensjahre verbrachte. Nachdem bei ihm Ende November 1998 ein Hirntumor diagnostiziert worden war, unterzog sich Charles Gerhardt einer Gehirnoperation, an deren Komplikationen er am 22. Februar 1999 im Alter von 72 Jahren im Mercy Hospital in Redding starb. Seine letzte Ruhe fand er auf dem dortigen katholischen St.-Josef-Friedhof (St. Joseph Catholic Cemetery).